# Kinabatangan
Huyện Kinabatangan là một huyện thuộc bang Sabah của Malaysia. Huyện Kinabatangan có dân số thời điểm năm 2010 ước tính khoảng 147017 người.